# Bedaquilina
Bedaquilina (nome comercial  Sirturo) é um fármaco usado para o tratamento da tuberculose multirresistente. Foi descoberta por Koen Andries da Janssen Farmacêutica. A droga foi aprovada pelo FDA em 31 de dezembro de 2012.

## Mecanismo de ação
A droga interfere na ATP sintase, essencial para a produção de energia da bactéria da tuberculose.